# Azurine ou le nouveau voyage
Azurine ou le nouveau voyage est une nouvelle de René Boylesve, publiée en volume de manière posthume en 1926. Elle était déjà parue dans la revue Le Monde moderne en 1895.

## Résumé
Quatre voyageurs projettent de se rendre depuis Paris jusqu'à Aix-les-Bains dans une automobile à pétrole nommée Azurine. Le voyage qui dure 9 jours, se fait à une allure de croisière de 17 km/h lorsqu'Azurine fonctionne correctement, car malgré l'attention quotidienne que sa fragile mécanique requiert, les incidents sont fréquents et une panne plus sévère oblige même à effectuer le trajet entre Chalon-sur-Saône et Lyon en train. Toutefois, l'arrivée à Aix-les-Bains, près de l'arc de Campanus, puis la réception à la Villa des fleurs prennent des allures de triomphe.
Chaque étape est l'occasion d'une description des paysages que seule la petite vitesse de l'automobile permet d'apprécier et chaque halte voit les passants curieux accourir autour de la voiture, rare attraction au milieu des années 1890.

## Analyse de l'œuvre
En 1891, la sœur de René Boylesve épouse Émile Mors, constructeur d'automobiles. C'est à l'été 1894 que Boylesve effectue, avec les Mors, le voyage en automobile (une Panhard et Levassor à pétrole) de Paris à Aix-les-Bains qu'il relate dans Azurine.... Il est alors fasciné par cette nouveauté technique, même si son opinion à cet égard est amenée à changer radicalement, comme il le montre dans Le Carrosse aux deux lézards verts.
La nouvelle relate un voyage de Boylesve dans une période de doute, voire de dépression, dans laquelle il est comme un intermède, et l'humeur sombre de l'auteur ne transparaît pas à la lecture.

## Éditions
- publication en revue : René Boylesve, « Azurine ou la nouveau voyage », Le Monde moderne, no 8,‎ août 1985, p. 183-192 (lire en ligne).
- publication en volume : René Boylesve, Azurine ou le nouveau voyage, Abbeville, Paillart, coll. « Les Amis d'Édouard » (no 108), 1926, 57 p.

## Pour en savoir plus